# Harvey Danger
Harvey Danger was een Amerikaanse alternatieve rock-band die in 1992 in Seattle werd opgericht door studenten aan de Universiteit van Washington. De band was in 1997 succesvol met de single "Flagpole Sitta" en het debuutalbum Where Have All the Merrymakers Gone? Na nog twee albums in 2000 en 2005 werd de band in 2009 opgeheven.

## Geschiedenis
De band werd in 1992 - in de hoogtijdagen van de grunge in Seattle - opgericht door de studenten journalistiek Jeff Lin en Aaron Huffman. De naam Harvey Danger werd overgenomen van graffiti op de muur van de redactie van de lokale studentenkrant. In 1993 nodigde het duo Evan Sult als drummer uit; deze nam Sean Nelson mee. Beiden had op dat moment geen enkele muzikale ervaring.
De band haalde zeker niet alleen uit de grunge inspiratie. Naast de lokale helden Nirvana en Mudhoney werd de stijl beïnvloed door meer melodieuze bands als the Pixies, the Buzzcocks en Ride. Lokaal kreeg de band steeds meer aanhang, maar het duurde tot 1996 tot de groep de aandacht van een platenmaatschappij wist te trekken, wat uiteindelijk in 1997 tot het debuut Where Have All the Merrymakers Gone? zou leiden. De single "Flagpole Sitta" werd eerst lokaal een hit en kwam ten slotte in 1998 in de nationale en internationale hitlijsten. Ook het album deed het uitstekend en bereikte met binnen een jaar meer dan 500.000 verkochte exemplaren een gouden status bij de RIAA.
De opvolger, King James Version, borduurde verder op het muzikale thema door, maar verkocht veel minder, onder meer doordat de platenmaatschappij in moeilijkheden kwam en amper ondersteuning bood. De band was hierover zeer teleurgesteld en viel feitelijk uit elkaar. Toch zou de band de koppen nog een keer bij elkaar steken en in 2005 Little by Little... voortbrengen. Vanwege de negatieve ervaringen met de vorige plaat werd deze door de band zelf fysiek uitgebracht en daarnaast gratis digitaal aangeboden. Een jaar later werd het album toch nog heruitgebracht bij platenmaatschappij Kill Rock Stars. Beide opvolgers kregen goede recensies, vooral in later jaren.
In 2009 maakten de bandleden de definitieve opheffing bekend.

## Discografie

### Studioalbums
| Where Have All the Merrymakers Gone?                                                        | - Datum van uitgave: 29 juli 1997 - Label: Arena Rock (AR-006)                                                                    | 70 | 2 | - RIAA: Goud |
| King James Version                                                                          | - Datum van uitgave: 12 september 2000 - Label: London-Sire (31143-2)                                                             | —  | — |              |
| Little by Little...                                                                         | - Datum van uitgave:13 september 13, 2005 - Label: Phonographic (Phono 02) - Heruitgave: 25 juli 2006 op Kill Rock Stars (KRS471) | —  | — |              |
| "—" verwijst naar uitgaven die daar niet in een hitlijst kwamen of niet uitgebracht werden. | |    |   |              |

### Ep's
- Harvey Danger (2000)
- Sometimes You Have to Work on Christmas (Sometimes) (2004)
- Cream and Bastards Rise (2005)
- Little Round Mirrors (2006)

### Singles
| "Flagpole Sitta"                                                                            | 1997 | 38 | 3  | 32 | 30 | 50 | 9 | 98 | 63 | 57 | Where Have All the Merrymakers Gone? |
| "Private Helicopter"                                                                        | 1998 | —  | —  | —  | —  | —  | — | —  | —  | —  | Where Have All the Merrymakers Gone? |
| "Save It for Later"                                                                         | 1999 | —  | 29 | —  | —  | —  | — | —  | —  | —  | 200 Cigarettes soundtrack            |
| "Sad Sweetheart of the Rodeo"                                                               | 2000 | —  | 27 | —  | —  | —  | — | —  | —  | —  | King James Version                   |
| "Authenticity"                                                                              | 2000 | —  | —  | —  | —  | —  | — | —  | —  | —  | King James Version                   |
| "Cream and Bastards Rise"                                                                   | 2005 | —  | —  | —  | —  | —  | — | —  | —  | —  | Little by Little...                  |
| "Little Round Mirrors"                                                                      | 2006 | —  | —  | —  | —  | —  | — | —  | —  | —  | Little by Little...                  |
| "The Show Must Not Go On"                                                                   | 2009 | —  | —  | —  | —  | —  | — | —  | —  | —  | Non-album single                     |
| "—" verwijst naar uitgaven die daar niet in een hitlijst kwamen of niet uitgebracht werden. |      |    |    |    |    |    |   |    |    |    |                                      |